# Joseph Smith
Joseph Smith ml. (23. prosince 1805 Sharon, Vermont – 27. června 1844 Carthage, Illinois) byl americký náboženský vůdce, který stál u zrodu náboženského směru známého jako mormonismus. Jeho stoupenci ho považovali za moderního proroka. Založil banku, vedl několik měst, byl generálem milice a ke konci svého života kandidoval na prezidenta USA. Už za svého života byl značně kontroverzní postavou kvůli svým zjevením, teologickému učení nebo praktikování polygamie. Roku 1844 byl zavražděn ve státě Illinois. Členové Církve Ježíše Krista Svatých posledních dnů a dalších mormonských denominací stále navazují na jeho odkaz a učení.

## První vidění a zlaté desky
Narodil se roku 1805 ve windsorském okrese státu Vermont jako syn Josepha Smitha st. a Lucy Mack Smithové. Oba měli předky z Británie a jejich rodiny se živily farmařením a obchodem.
Joseph byl v pořadí čtvrtý z deseti sourozenců, kteří se dožili dospělosti. Rodina se kvůli finančním potížím několikrát stěhovala, usadila se až v severním New Yorku v osadě Manchester. O svém dětství vyprávěl Joseph Smith většinou ve spojení s náboženskou vlnou, která se tehdy hnala východními státy USA. Historiky je označovaná jako druhé velké probuzení.
 „Někdy ve druhém roce po našem přestěhování se do Manchesteru byl v místě, kde jsme žili, neobvyklý rozruch ve věci náboženství. Započalo to metodisty, ale brzy se to rozšířilo mezi všechny sekty v oné oblasti. Vskutku, celý okrsek se zdál býti tím zasažen a veliké zástupy se připojovaly k různým náboženským společnostem, což vyvolalo nemalý vzruch a rozdělení mezi lidmi, z nichž někteří volali: a„Hle, sem!“ a jiní „Hle, tam!“ Někteří hájili víru metodistů, někteří presbyteriánů a někteří baptistů“ - Životopis Josepha Smitha 1:5

### První vidění

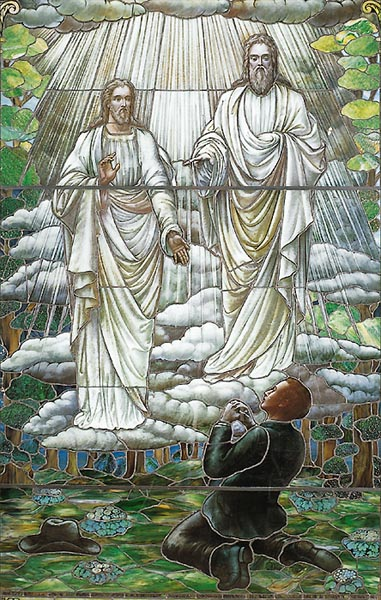
První vidění Josepha Smitha

Roku 1820 měl v odpovědi na modlitbu v lese poblíž farmy svého otce zjevení, v němž údajně spatřil Boha Otce a Ježíše Krista, kteří mu řekli, aby se nepřipojoval k žádné církvi, která v té době existovala. Obraz Prvního vidění se stal ikonickou součástí mormonismu.
"Spatřil jsem sloup světla přesně nad svou hlavou, převyšující jas slunce, který ponenáhlu sestupoval, dokud nespočinul na mně. Když světlo spočinulo na mně, spatřil jsem dvě Bytosti, jejichž jas a sláva se vymyká veškerému popisu, stojící nade mnou ve vzduchu. Jedna z nich ke mně promluvila, nazývajíc mne jménem, a řekla, ukazujíc na druhou – Toto je můj Milovaný Syn. Slyš Jej!" - Životopis Josepha Smitha 1:16-17

Během svého života sám Smith nebo lidé v jeho okolí zaznamenali několik verzí události. Panuje diskuse ohledně koherentnosti vyprávění.

### Anděl Moroni

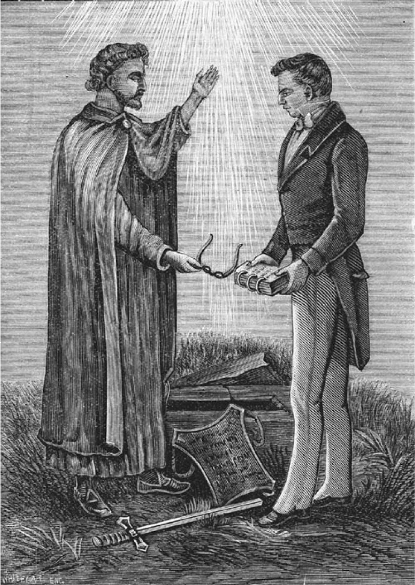
Jedno ze starších vyobrazení anděla Moroniho, jak předává Zlaté desky a další posvátné artefakty Josephu Smithovi

V dalším vidění roku 1823 se mu zjevil anděl jménem Moroni a řekl mu o záznamu na zlatých deskách, podávající zprávu o starověkých semitských obyvatelích Ameriky. Smith měl tuto knihu přeložit pomocí nástrojů, které získá spolu s deskami. Návštěvu anděla popsal ve svém životopise, který nadiktoval roku 1838:

„Měl volné roucho nanejvýš pronikavé bělosti. Byla to bělost přesahující cokoli pozemské, co jsem kdy viděl; aniž věřím, že by jakákoli pozemská věc mohla vypadati tak nesmírně bělostně a zářivě. Ruce měl holé, a paže také, trochu nad zápěstí; rovněž, také, měl holá chodidla, stejně jako nohy, trochu nad kotníky. Hlavu a krk měl také holé. Mohl jsem si povšimnouti, že na sobě nemá jiného oděvu než toto roucho, jelikož bylo rozhaleno, takže jsem mohl viděti jeho hruď.
Nejenže jeho roucho bylo nesmírně bílé, ale celá jeho osoba byla nepopsatelně nádherná a tvář jeho vpravdě jako blesk. Pokoj byl nesmírně jasný, ale ne tak velmi zářivý jako bezprostředně kolem jeho osoby. Když jsem na něj poprvé pohlédl, bál jsem se; ale strach mne brzy opustil.

Nazval mne jménem a řekl mi, že je poslem poslaným ke mně z přítomnosti Boží a že se jmenuje Moroni; že Bůh má pro mne dílo, které mám vykonati; a že mé jméno má býti pokládáno za dobré i zlé mezi všemi národy, pokoleními a jazyky, neboli že má býti mezi všemi lidmi vyslovováno jak v dobrém, tak ve zlém.“ - Životopis Josepha Smitha 1:31-33

### Překlad zlatých desek
Roku 1827 získal podle svého vyprávění od anděla povolení zlaté desky vyzvednout ze skrýše na pahorku nedaleko svého bydliště. Na jaře 1828 s pomocí zapisovatelů část textu přeložil z reformované egyptštiny démotického typu. To pokrylo 116 stran anglického textu. Spis však jeho přítel a spolupracovník Martin Harris ztratil nebo mu byl ukraden a Joseph začal znovu diktovat až o rok později. A to hlavně s pomocí své manželky a učitele Olivera Cowderyho, který mu nabídl pomoc. O totožnosti jazyka na deskách se vedou diskuze.

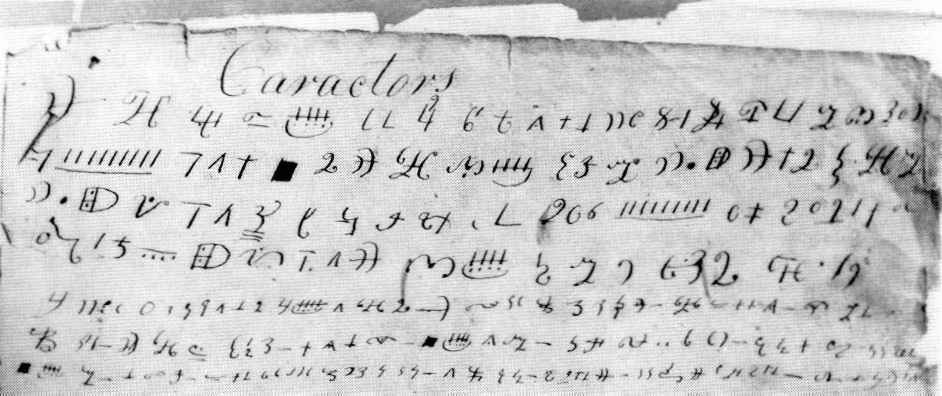
Znaky z tzv. Caractors document údajně představují text, který Joseph Smith opsal z desek. Jsou derivacemi hebrejského, egyptského, chaldejského a fénického písma. Historiky je rozporováno, že by tento fragment byl skutečně tím, který Smithův přítel Harris v roce 1827 vezl egyptologům do New Yorku.

Joseph Smith nazýval překladatelské nástroje, jež získal od anděla, Urim a Thummim. Mormoni Smitha považují za „Vidoucího“, neboť byl podobně jako někteří proroci ze starověku oprávněn používat kameny Urim a Thummim. O těchto kamenech se píše v Bibli i Knize Mormonově. Jednou z kontroverzí překladu je také Smithovo použití dalších vidoucích kamenů. Nejvlivnější mormonská denominace CJKSPD nepopírá to, že Joseph kromě Urimu a Thummimu používal i další vidoucí kameny, které nalezl sám mimo skrýš se starověkými artefakty.
Podle očitých svědectví byla mechanika překladu taková, že Smith skrze Urim a Thummim (vypadaly prý jako zvláštní brýle) nahlížel na desky v tmavém prostoru a diktoval text zapisovateli, který seděl za oponou. Nebo bez opony seděl u stolu se zapisovatelem, desky měl zabalené v plátně a položené na stole a hlavu ponořil do klobouku, kde měl vidoucí kámen, ze kterého ve tmavém prostředí text diktoval. Takto diktoval i celé hodiny. Během zhruba tří měsíců, kdy musel také živit svou rodinu, nadiktoval více než 500 stran anglického textu.
Rukopis Knihy Mormonovy byl dokončen v červnu 1829. Smith uvedl, že desky byly po dokončení překladu vráceny andělovi. Během doby, kdy Smith tvrdil, že desky vlastnil, je vidělo, podle jejich vlastních svědectví, dalších jedenáct lidí. Ti své svědectví stvrdili podpisem a nikdy ho neodvolali. I navzdory tomu, že někteří z nich se později obrátili proti němu.

### Kniha Mormonova
V roce březnu 1830 byl text vydán pod názvem Kniha Mormonova (v angličtině Book of Mormon), podle údajného hlavního editora textu, starověkého historika a proroka Mormona. Kniha popisuje příběh 3 velkých civilizací ve starověké Americe – Nefitů, Lamanitů a Jareditů.
Stejně jako Bible je i Kniha Mormonova rozdělena na jednotlivé knihy podle autorů (1.Nefi, 2. Nefi, Jákob, Mosiáš, Alma, Helaman, Eter apod.). Děj začíná kolem roku 600 př. n. l. v Jeruzalémě a končí kolem roku 400 n. l. na americkém kontinentě. Většina příběhu se odehrává v 1. století před a po n. l. Vrcholnou událostí Knihy Mormonovy je příchod vzkříšeného Krista na americký kontinent v knize 3. Nefi.

## Založení Církve Kristovy

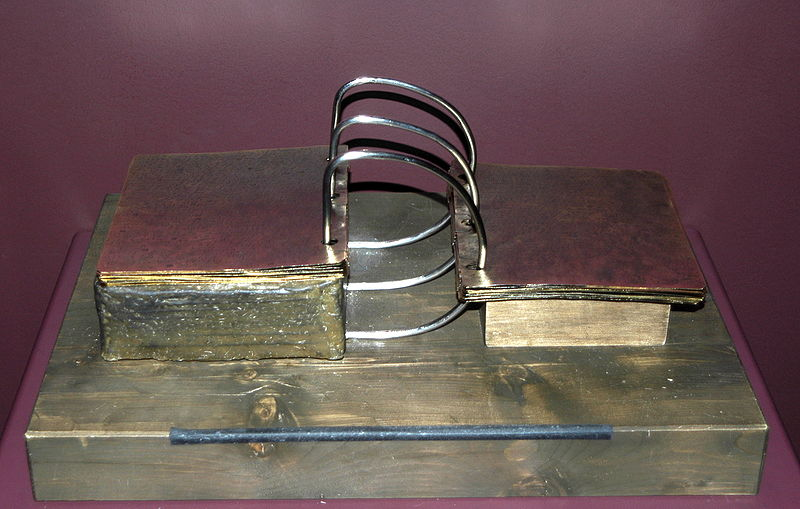
Přibližný vzhled zlatých desek. Někteří výzkumníci navrhovali, že desky mohli být vyrobené ze slitiny zlata a mědi, tedy z materiálu zvaného archeology tumbaga. To by vysvětlovalo údajnou malou hmotnost, desky měly vážit okolo 20kg.

### Znovuzřízení kněžství
V roce 1829 byl Joseph Smith podle své výpovědi (spolu se svým písařem Oliverem Cowderym) navštíven vzkříšeným Janem Křtitelem a získal od něj tzv. Aronovo kněžství. Tento zážitek Smith ve svém životopisu popsal:

„Zatímco jsme byli takto zaměstnáni, modlíce se a vzývajíce Pána, v oblaku světla sestoupil z nebe posel a vloživ ruce své na nás vysvětil nás řka: Vám, spoluslužebníci moji, ve jménu Mesiáše, předávám kněžství Aronovo, které drží klíče služby andělů a evangelia pokání a křtu ponořením na odpuštění hříchů; a to již nebude nikdy vzato ze země, až i synové Lévíovi opět budou obětovati oběť Pánu ve spravedlivosti...

Posel, jenž nás při této příležitosti navštívil a předal nám toto kněžství, pravil, že jméno jeho je Jan, tentýž, jenž je v Novém zákoně nazýván Janem Křtitelem, a že jedná pod vedením Petra, Jakuba a Jana, kteří drží klíče kněžství Melchisedechova, kteréžto kněžství, řekl, nám bude v příhodném čase předáno. Bylo to patnáctého dne měsíce května 1829, kdy jsme byli vysvěceni pod rukou tohoto posla a pokřtěni.“ - Životopis Josepha Smitha 1:68-72

O několik měsíců později došlo k podobné události i s „vyšším“ kněžstvím, kdy Smithovi a Cowderymu údajně vzkříšení bibličtí apoštolové Petr, Jakub a Jan udělili pravomoc Melchisedechova kněžství. Joseph Smith byl nucen podle vlastní výpovědi tento zážitek několik let tajit. Sám o tom napsal: „Prozatím jsme byli nuceni zachovávati v tajnosti okolnosti týkající se toho, že jsme obdrželi kněžství a byli pokřtěni, kvůli duchu pronásledování, který se již sám o sobě v sousedství projevoval.“
 

Smith pravomoc vnímal jako důležitou legitimizaci a oprávnění od Boha k vykonávání obřadů a založení a vedení znovuzřízené Kristovy Církve.

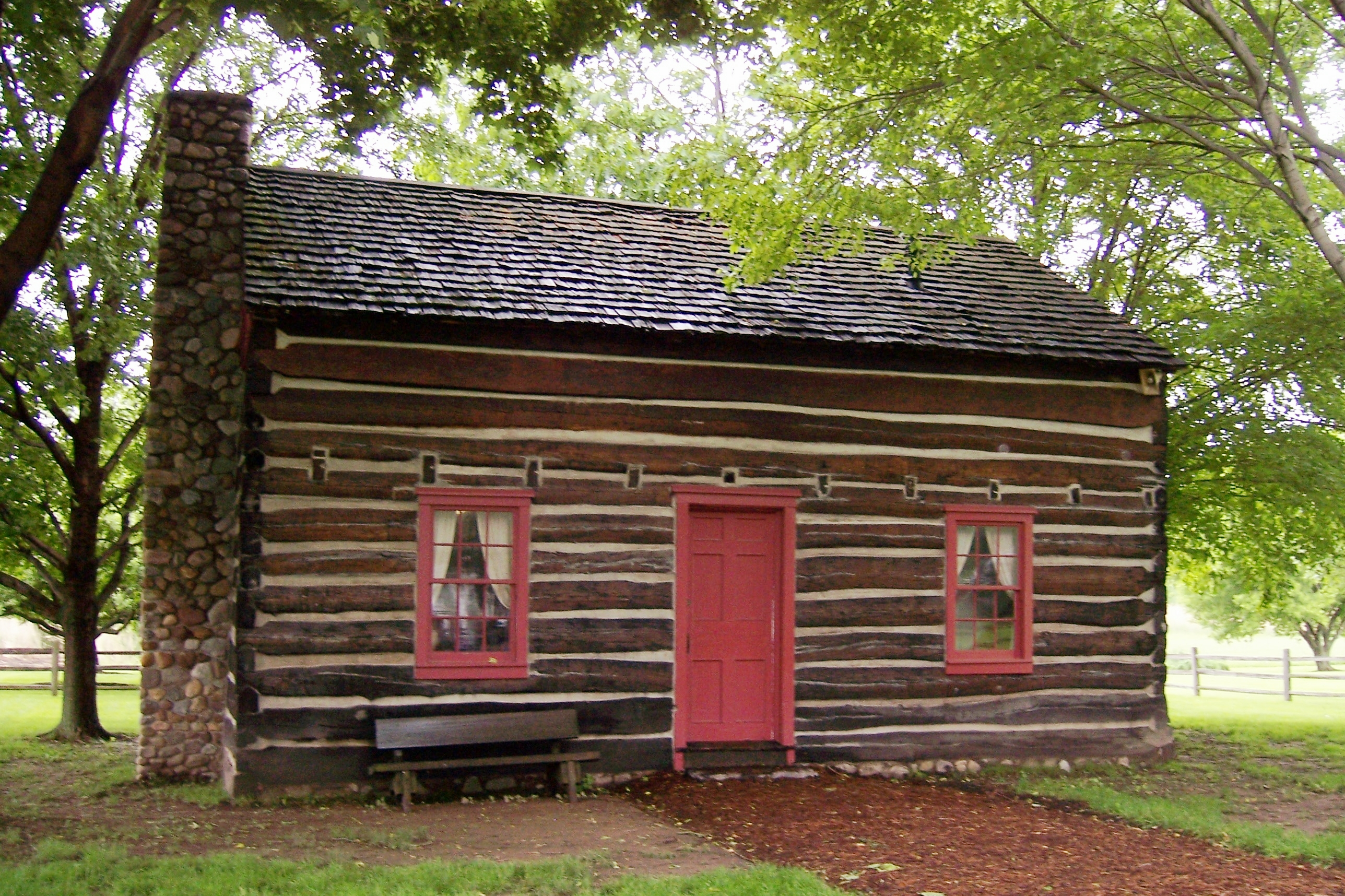
Dům Whitmerových, kde byla 6. dubna 1830 založena Církev Kristova (The Church of Christ)

### Založení a růst Církve
Dne 6. dubna 1830 Joseph Smith oficiálně založil Církev Kristovu (Church of Christ). Stalo se tak v domě rodiny Whitmerů u Fayette ve státě New York. Společně s ním bylo toho dne pokřtěno dalších pět lidí. Whitmerovi byli jedni z mála, kteří údajně viděli zlaté desky se záznamem Knihy Mormonovy. Někteří členové rodiny Whitmerů za Josepha později položili život, zatímco jiní jej zavrhli. Nejprominentnější z rodiny, David Whitmer, se později s Josephem Smithem rozešel kvůli praktikování polygamie.
Oficiální název Církve se v následujících letech dvakrát změnil, od roku 1838 se na základě Smithova zjevení ustálil na Církev Ježíše Krista Svatých posledních dnů. Tento název největší mormonská denominace používá dodnes.
Církev se díky misijní činnosti jejích členů, údajným zázrakům Smitha a dalších, a šíření Knihy Mormonovy, začala rychle rozrůstat. V prosinci 1830 již měla téměř 300 členů. V lednu 1831 Smith na třetí konferenci Církve oznámil zjevení, nařizující shromáždění věřících do míst ve státě Ohio.

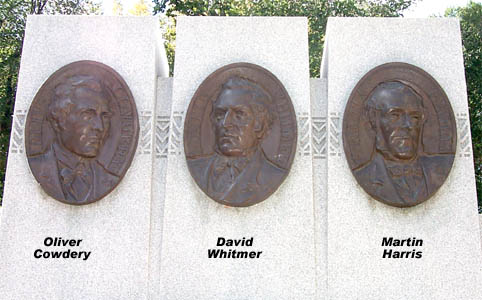
3 svědkové Knihy Mormonovy

### Rané pronásledování
Smith byl za svá zjevení především ze strany lokálních věřících jiných vyznání napadán již od začátku. Když získal desky pro překlad Knihy Mormonovy, započala nová éra útlaku. Řada lidí se mu snažila cenné desky odcizit, přičemž neváhali použít fyzické násilí či vyrabovat dům ve snaze desky najít. Se svou ženou Emmou se ve snaze překládat v poklidu přestěhoval ze státu New York do Harmony v Pensylvánii k jejím rodičům. I tam však brzy začaly nepokoje, a Joseph musel opět uprchnout. Tentokrát našel útočiště u rodiny Whitmerových. Když byla oficiálně založena Církev Kristova, docházelo ze strany nepřátel k narušování shromáždění, boření křestních hrází na potoce, urážení a pronásledování bylo na denním pořádku.
Útoky nepřátel narůstaly, zatímco docházelo k šíření prvních několika set výtisků Knihy Mormonovy. Joseph byl také několikrát nakrátko uvězněn za údajné „narušování veřejného pořádku“. Během tohoto raného období zemřelo Josephovi a Emmě jejich první narozené dítě, stejně jako dvojčata, která se jim narodila o něco později. V zimě 1832 byli Smith a jeho blízký přítel Sidney Rigdon v Hiramu v Ohiu uneseni ze svých domů tlupou mužů. Josephovi bylo vyraženo několik zubů při pokusu nalít mu do úst jed, byl zbit a pomazán dehtem. Byl to právě tento incident, který stál život další, již čtvrté dítě rodiny Smithů.

## Kirtland
Smithovi následovníci se začali shromažďovat ve státě Ohio (v oblasti města Kirtland). Ohio jako místo shromažďování určilo zjevení z ledna 1831:
A abyste mohli uniknouti moci nepřítele a býti shromážděni ke mně jako spravedlivý lid, bez poskvrny a bez úhony – Pročež, pro tuto příčinu jsem vám dal přikázání, abyste šli do Ohia; a tam vám dám zákon svůj; a tam budete obdarováni mocí z výsosti - Nauka s smlouvy 38:31-32

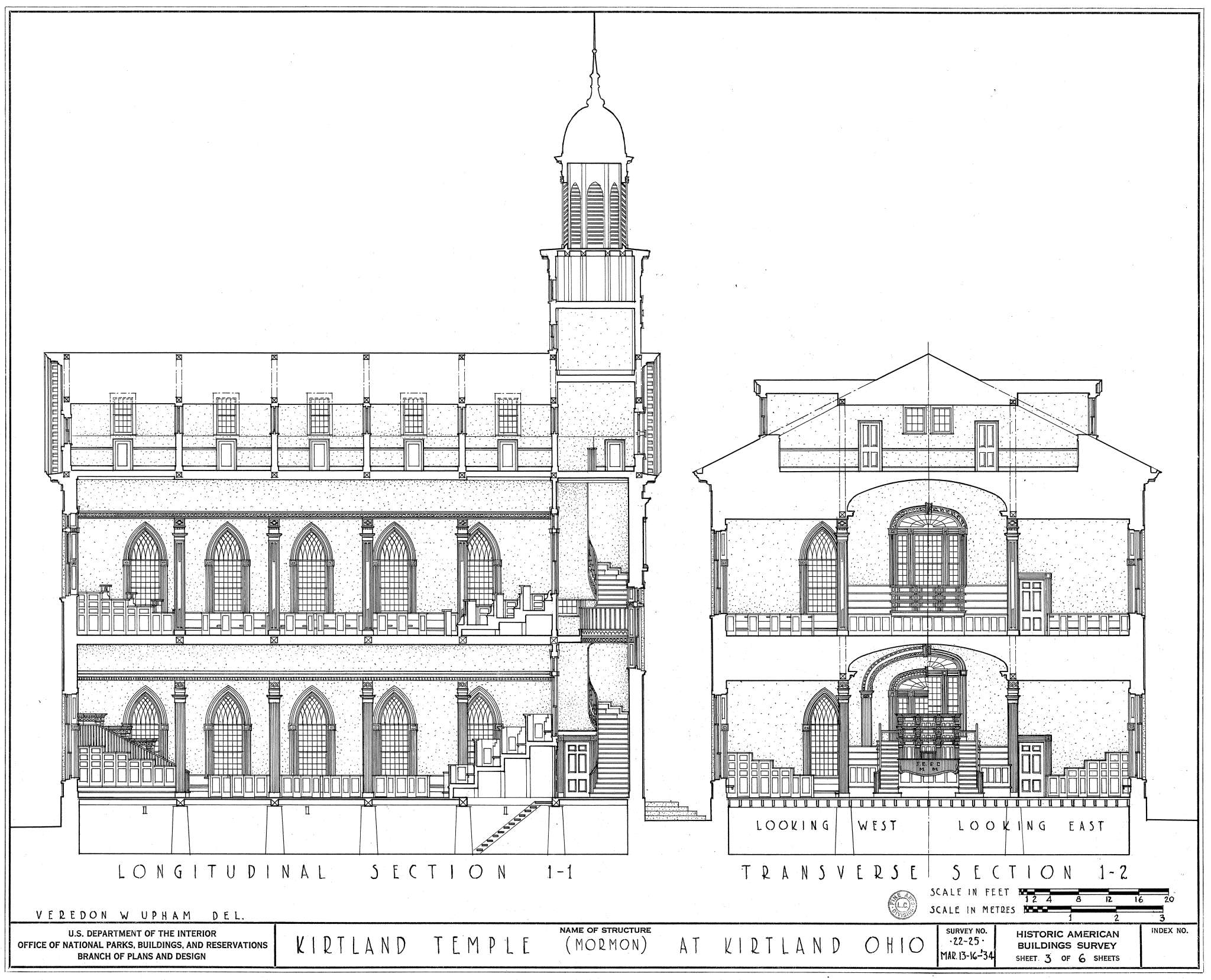
Nákres kirtlandského Chrámu

Smith výraz Boží zákon později interpretoval jako odkaz na zjevení dnes kanonizované CJKSPD jako oddíl 42 v knize Nauky a smluv, přijaté právě v Kirtlandu. Během svého pobytu v Ohiu Smith nadiktoval více než polovinu zjevení, které jsou dnes součástí NaS. Intenzivně pracoval také na tzv. inspirovaném překladu Bible.
Obdarování mocí z výsosti si Svatí spojovali s událostmi při zasvěcení chrámu, který v Kirtlandu dokončili v roce 1836. Výstavba opulentní stavby v chudé oblasti u hranic USA vyžadovala od členů velké množství obětí - financí a dobrovolné práce. V Kirtlandu také Církev založila banku. Město se na šest let stalo centrem mladé Církve. Smith sice ve svých zjeveních obdržel příkaz vybudovat komunitu také v kraji Jackson ve státě Missouri, tam se ale jeho následovníci setkali s odporem místních, kteří je z jejich osad vyhnali. Smith se s asi dvěma stovkami mužů vydal osvobodit neprávem zabranou půdu. Výprava nazvaná "tábor Sionu" ale v Missouri čelila přesile a nakonec se bez konfliktu s nepřítelem vrátila zpět.
V roce 1831 měl Kirtland kolem 1000 obyvatel. O šest let později už přímo ve městě nebo v jeho okolí žilo přes 2000 členů Církve. A to především díky intenzivní misijní činnosti. V Kirtlandu také Smith povolal první misionáře do Velké Británie.

### Zasvěcení kirtlandského chrámu

Pohled na místo, kde Joseph Smith údajně mluvil se čtyřmi nebeskými bytostmi

Ačkoliv byla stavba kirtlandského chrámu pro Svaté náročným projektem, posléze mnoho z nich vypovědělo o velkolepých zjeveních. Sám Joseph Smith měl zjevení 4 nebeských bytostí. Smithův záznam zjevení, které měli on a Cowdery 3. dubna 1836, je dnes kanonizován CJKSPD jako 110. oddíl Nauky a smluv:
„Závoj byl sňat z mysli naší a oči porozumění našeho byly otevřeny. Viděli jsme před sebou Pána stojícího na hrazení kazatelnice; a pod nohama jeho bylo vydlážděné dílo z ryzího zlata v barvě podobající se jantaru... A hlas jeho byl jako zvuk valících se velikých vod, a to hlas Jehovův, řkoucí: Já jsem první i poslední; jsem ten, kdo žije, jsem ten, kdo byl zabit; jsem přímluvcem vaším u Otce... Když toto vidění skončilo, nebesa se nám opět otevřela; a před námi se ukázal Mojžíš a předal nám klíče shromažďování Izraele ze čtyř částí země a přivedení deseti kmenů ze země severní. Po tomto se ukázal Elias a předal dispensaci evangelia Abrahamova řka, že v nás a semeni našem budou všechna pokolení po nás požehnána.
Když toto vidění skončilo, náhle se nám otevřelo další veliké a slavné vidění; neboť Eliáš, prorok, jenž byl vzat do nebe, aniž okusil smrti, stál před námi a pravil: Vizte, již nadešel čas, o němž bylo promlouváno ústy Malachiáše – který svědčil, že on [Eliáš] bude poslán, dříve než přijde veliký a hrozný den Páně – Aby obrátil srdce otců k dětem a dětí k otcům, aby celá země nebyla stižena prokletím. Tudíž, klíče této dispensace jsou předány do rukou vašich; a tím můžete věděti, že veliký a hrozný den Páně je blízko, dokonce ve dveřích.“
Pro Smitha a jeho následovníky bylo tzv. znovuzřízení klíčů kněžství teologicky velmi důležité. Znamenalo to pro ně, že pečeticí moc kněžství byla znovu na Zemi po dlouhém období tzv. odpadlictví. Pečeticí moc byla potřeba k chrámovému obřadu pečetění na věčnost, který Smith představil o několik let později.
Také mnozí ze shromážděných v kongregaci zaznamenali vidění andělů či "mluvení jazyky" při zasvěcení chrámu či při jiných příležitostech ve stejném období. I proto bývá rok 1836 označován jako "letniční" v historii mormonismu.

### Krach Kirtlandské banky a rebelie

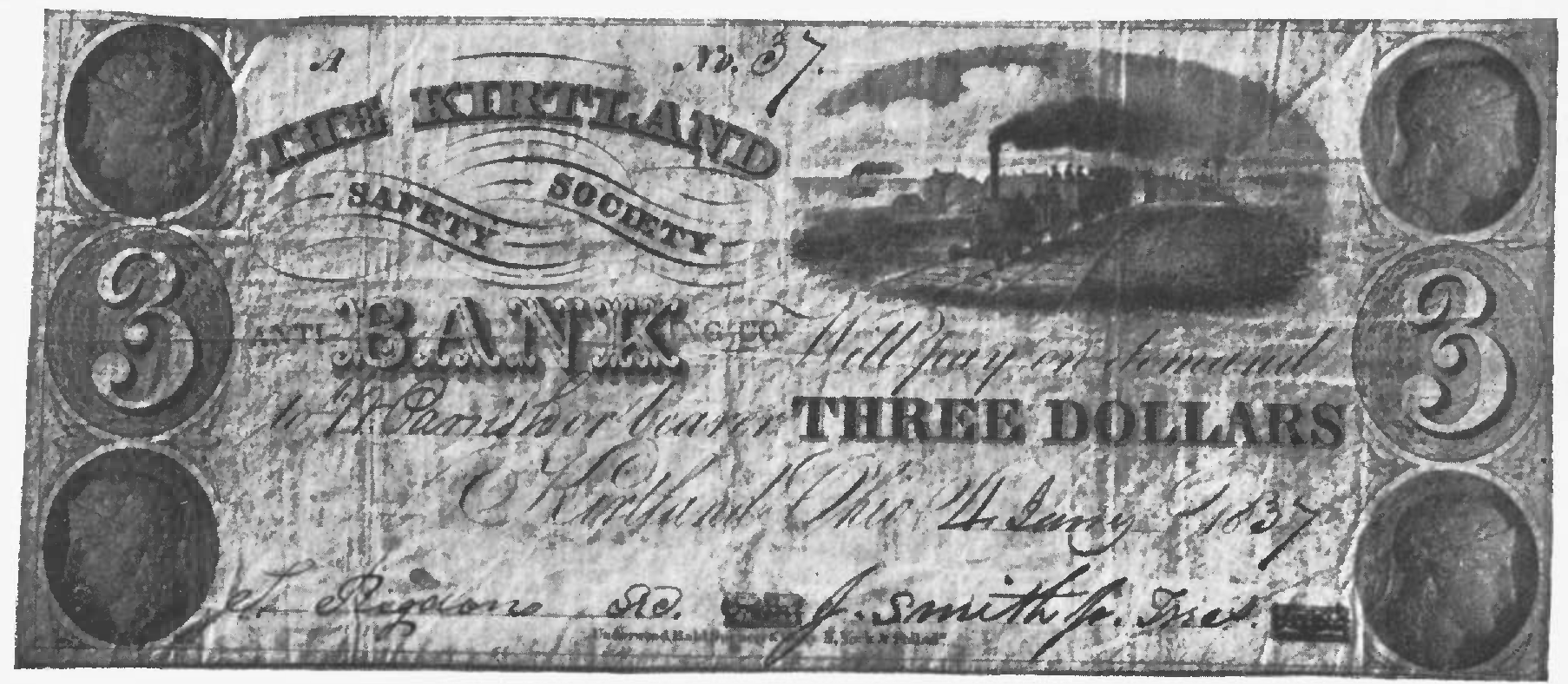
Bankovka kirtlandské banky

Historik Richard Lyman Bushman popsal roky 1837 a 1838 jako nejtěžší v životě mladého proroka. Roku 1836 v prosperujícím Kirtlandu církevní vedoucí s vidinou zisku peněz na financování růstu organizace založili banku Kirtland Safety Society. O necelý rok později ale banka i kvůli celostátní ekonomické recesi zkrachovala a řada obyvatel města přišla téměř o vše. Do toho se osadníci potýkali s nemocemi.
Řada Svatých v té době pociťovala frustraci směrem ke Smithovi a jeho vedení. Někteří z jeho blízkých spolupracovníků ho označili za falešného proroka. Situace se natolik vyhrotila, že Smith s rodinou v lednu 1838 Kirtland ze strachu opustil, někteří z odpadlíků mu v té době vyhrožovali smrtí.

### Začátky polygamie
O úplných začátcích Smithovy polygamie neexistují téměř žádné solidní historické prameny. Většina výpovědí je mnohem mladšího data, často až z konce 19. století. I proto některé denominace, které se po Smithově smrti od CJKSPD odštěpily, popírají to, že Smith polygamii kdy praktikoval. Smith později tvrdil, že zjevení týkající se praktiky obdržel v roce 1831, když se Boha tázal na mnohoženství starozákonních proroků. Praktiku však držel v tajnosti a jen postupně ji odhaloval vybraným věřícím. Oficiálně ji začal učit až jeho nástupce Brigham Young v roce 1852 po exodu na západ, kde nehrozila perzekuce ze strany úřadů a dalších osadníků. Smith tvrdil, že mu Bůh několikrát důrazně přikázal vzít si další manželky, k čemuž se on sám dlouho stavěl zdrženlivě.

#### Fanny Alger
Jeho první plurální manželkou pravděpodobně byla sedmnáctiletá Fanny Alger, která pracovala v jeho domácnosti. Naproti tomu někteří autoři tvrdili, že vztah byl pouze milostnou aférou. Zdá se, že manželství či vztah netrval dlouho (podle historika Briana Halese od první poloviny roku 1836 do září stejného roku), kdy Alger odešla s rodinou do Missouri. Zřejmě po tom, co ji z domu vyhnala Smithova manželka Emma. Aféra se zřejmě stala také součástí sporu Smitha s Cowderym, který Církev na dlouhé roky opustil. S dalšími vztahy tak Smith pokračoval až později po přesunu do Nauvoo ve státě Illinois.

## Missouri
Po nucené evakuaci se Smith s rodinou a s většinou svých příznivců z Ohia přesunul do Missouri, do kraje Caldwell. Ten byl pro mormonské osadníky vyčleněn vládou státu po předchozím konfliktu v roce 1833.

### Nový Jeruzalém a Adam-Ondi-Ahman

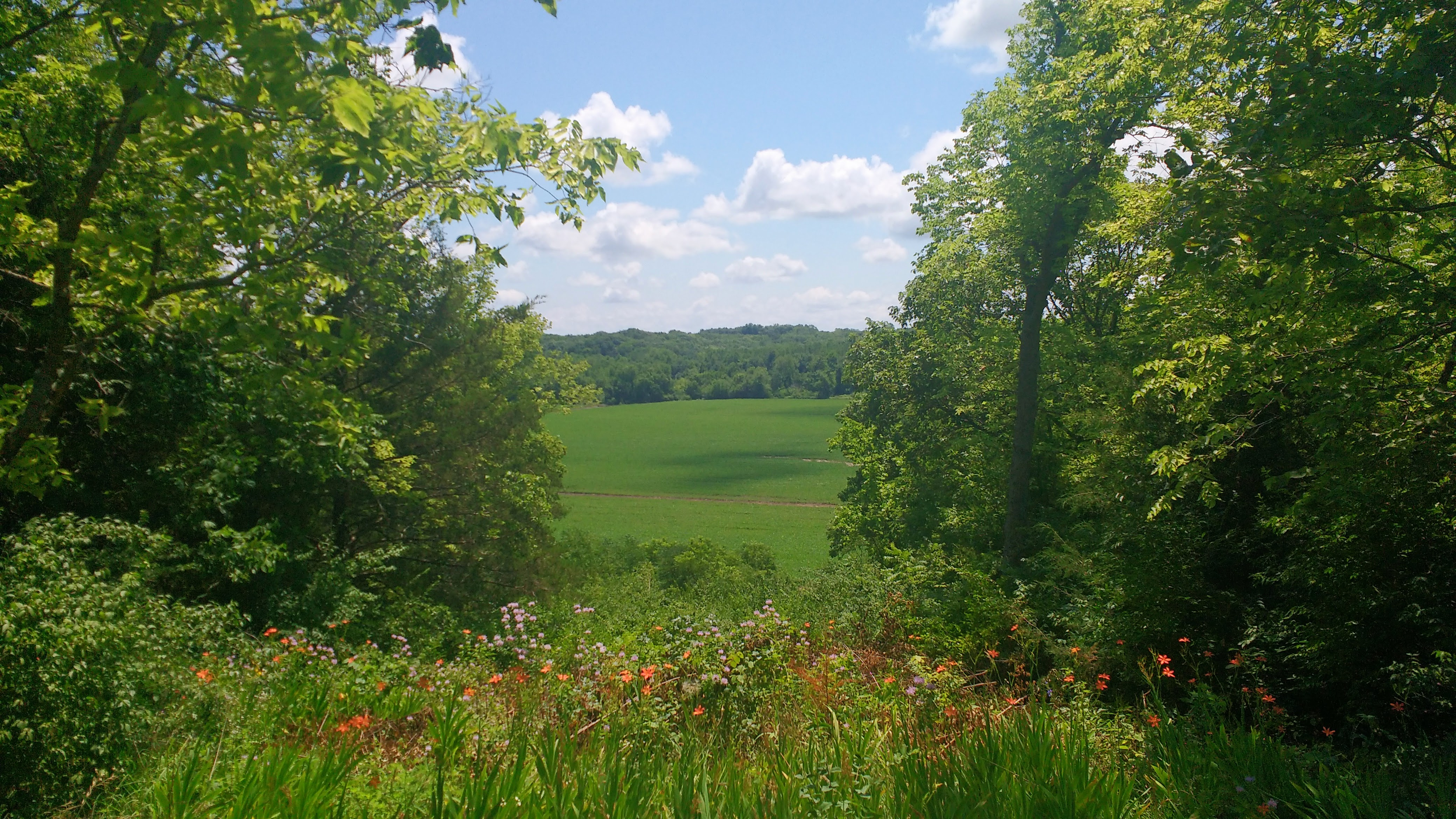
Údolí Adam-Ondi-Ahman v Missouri.

Missouri bylo pro Smitha teologicky důležité. I proto se tam rozhodl přesunout navzdory nepřátelskému naladění tamějších obyvatel.
Podle Smithových proroctví mělo být Missouri státem, kde se svými následovníky zbuduje město Nový Jeruzalém. Určil přesné místo, kde měl stát nový chrám i geografické umístění údolí Adam-Ondi-Ahman, kde Adam před svým nanebevzetím požehnal svým potomkům.

### Mormonská válka a Danité
V tehdy pohraničním státě Missouri členové Smithovy církve už předtím čelili pronásledování, které po příchodu tisíců dalších mormonských osadníků zesílilo. Příčinou sporů byly znovu rozdílné politické a náboženské názory. Nově příchozí osadníci tvořili na některých místech většinu a mohli si tak do veřejných funkcí zvolit jimi preferované zástupce, jelikož často hlasovali jednotně. Místním se nelíbily také jejich protiotrokářské postoje. Napětí vyústilo v konflikt 6. srpna 1838, kdy dav missourských obyvatel ve městě Gallatin zabránil skupině Svatých volit. Tato roztržka nakonec vyeskalovala v sérii střetů nazývaných "mormonská válka".

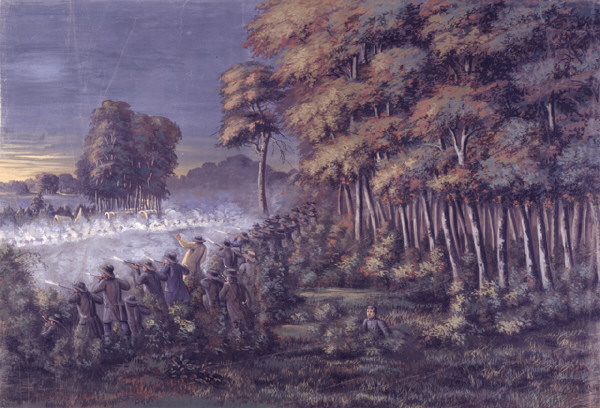
Násilné akce Danitů vyvrcholili ozbrojeným střetem s vojáky státu Missouri, při němž zemřel apoštol David W. Patten.

Frustrace z pronásledování a nespravedlnosti vedla ve stejném období ke vzniku extrémistické skupiny tzv. Danitů, která začala zbraněmi chránit mormonské komunity, jako protiváha missourských vigilantistických milic. Historikové se obecně shodují na tom, že Joseph Smith s Danity souhlasil, ale pravděpodobně nebyl informován o všech jejich plánech a pravděpodobně neschválil celý rozsah jejich činnosti. Sám se akcí Danitů neúčastnil. Danité kromě obrany na nepřátele Církve několikrát aktivně zaútočili a vyhrožovali také odpadlíkům. Osudným se jim stala akce z 25. října 1838. Ve snaze osvobodit několik zajatých zaútočili na tábor cizích milicionářů. Spletli si ale vigilantisty s oficiální milicí státu Missouri a poštvali tak proti sobě armádu. V přestřelce u Crooked River ten den zemřeli čtyři lidé. V reakci na to guvernér Lilburn Boggs nařídil vyhnání nebo vyhlazení všech mormonů v Missouri. A 30. října skupina vigilantistů zmasakrovala 17 mormonských civilistů v osadě Hawnův mlýn. Na začátku listopadu armáda společně s vigilantisty oblehla centrální mormonskou osadu Far West a vzala do zajetí Smitha a další vedoucí Církve. Zbytek Svatých musel stát neprodleně opustit. Během několikaměsíčního konfliktu zemřelo 22 lidí (z toho 21 mormonů) a ozbrojenci na obou stranách vypálili několik osad.

### Věznění v Liberty

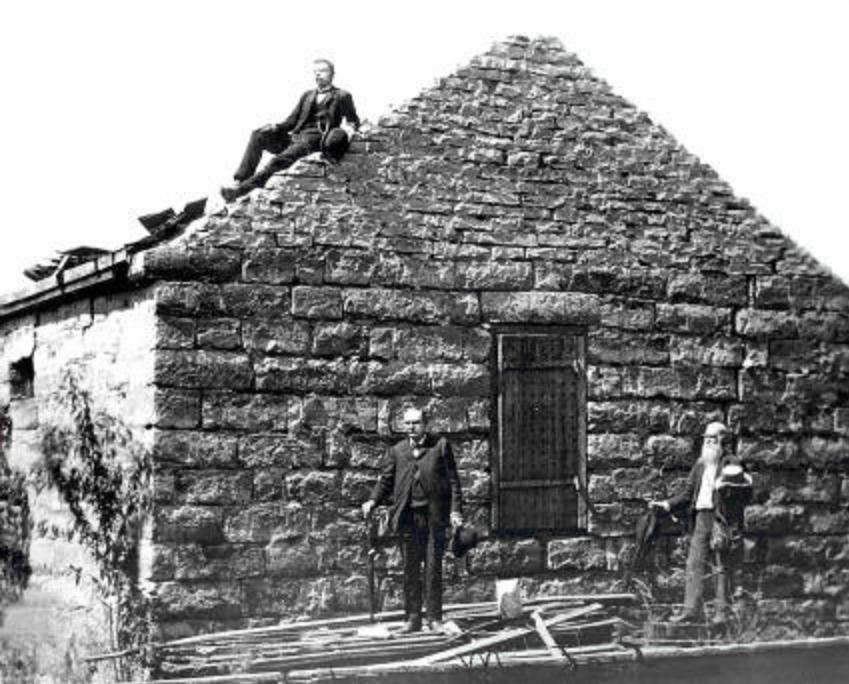
Fotografie vězení v Liberty z roku 1888. Smith a další vedoucí Církve byli v podzemních prostorách budovy vězněni v zimě na přelomu let 1838 a 1839.

Na základě rychlého vojenského soudu mělo být sedm vedoucích včetně Smitha hned další den za zradu státu zastřeleno. Proti nelegálnímu rozsudku se postavil přítomný generál Alexander Doniphan a prosadil převoz vězňů k civilnímu soudu. Zajatci byli následně převezeni do vězení v Richmondu a poté do vězení v Liberty. V těžkých podmínkách podzemního žaláře oslavil Smith své třiatřicáté narozeniny. Své věznění údajně přijímal stoicky. Mnoho historiků označuje několik měsíců v Liberty jako nejtěžší období Smithova života. Ten ale i ve vězení stále diktoval zjevení, například dnes kanonizovaný oddíl 121 knihy Nauky a smluv. 
V dubnu 1839, při převozu na soud do vzdáleného kraje Boone, Smith a jeho společníci při převozu uprchli, téměř jistě se souhlasem šerifa a strážců. Vedení státu se pravděpodobně spokojilo s vyhnáním nechtěným obyvatel. K odsouzení Smitha a dalších zřejmě neměli dostatek důkazů a museli by vyšetřit také zločiny vigilantistů, k čemuž nikdy nedošlo. Antimormonský sentiment v severních oblastech Missouri přetrval po dlouhou dobu. O tom svědčí i osud jednoho ze strážců, který Smitha nechal jít. Po návratu byl zlynčován a zabit davem.

## Nauvoo

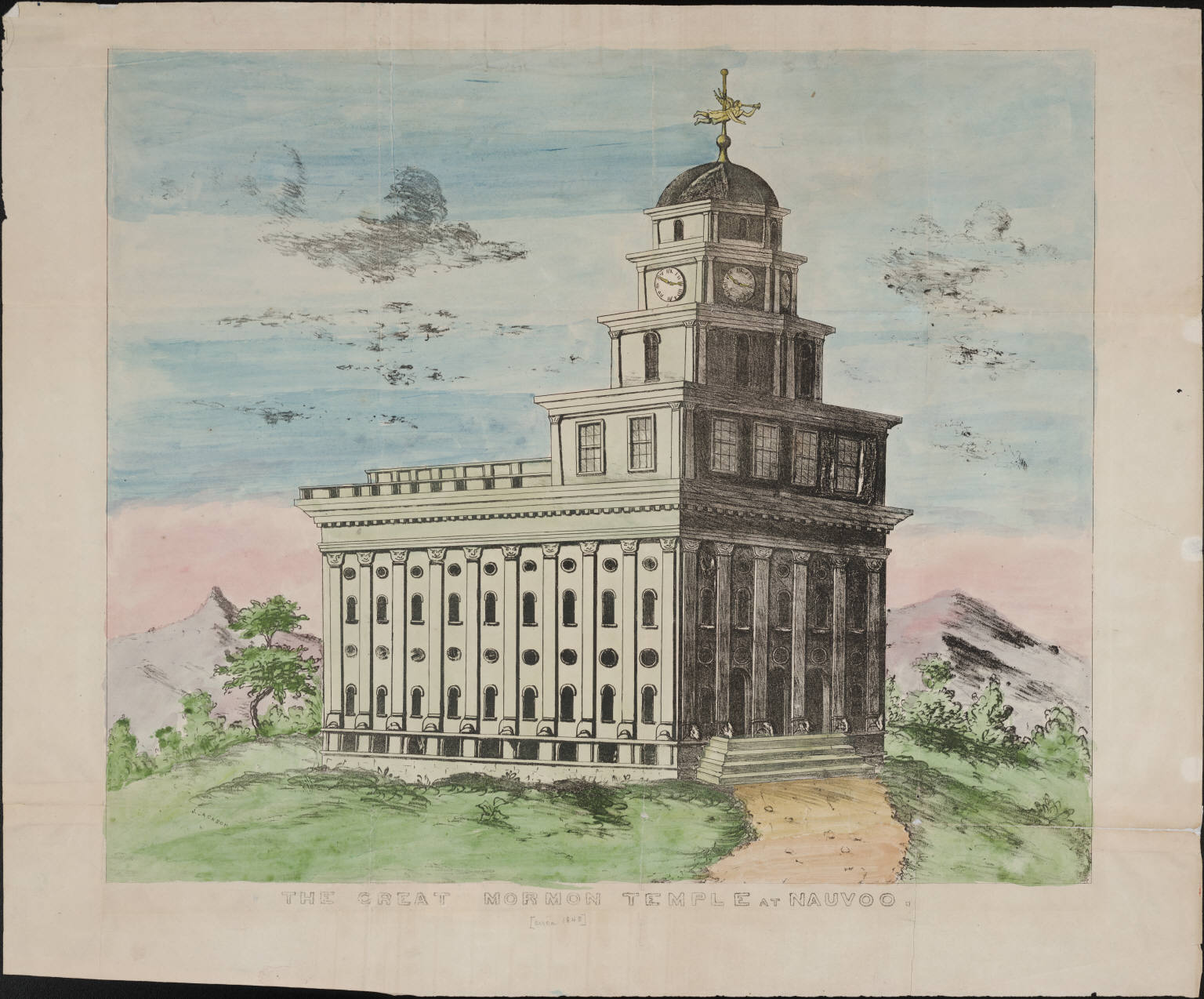
Chrám v Nauvoo ve státě Illinois. Joseph Smith se dokončení nedožil.

Svatí se po vyhnání z Missouri usídlili nedaleko hranic státu - zakoupili půdu v bažinaté oblasti na břehu řeky Mississippi, na pomezí Illinois a Iowy. Území Iowy bylo v roce 1839 nově přidruženým teritoriem, nikoliv státem Unie. Svatí se tak usadili na úplném okraji tehdejších USA. Osadu Commerce rychle rozšířili a později přejmenovali na Nauvoo (v hebrejštině slovo znamená „krásné“ nebo „líbezné“). Město během krátké doby konkurovalo počtem obyvatel největším městům státu - Chicagu či Springfieldu.

Joseph Smith se osobně podílel na správě města a v roce 1842 se stal jeho starostou a generálem místní milice. Komunita jeho následovníků až do roku 1843 nemusela řešit vážnější spory se sousedy a prosperovala. Během života v Nauvoo Smith zapsal řadu zjevení a představil některá důležitá teologická učení - křest za mrtvé, fyzickou podstatu Boha či Knihu Abrahamovu. V korespondenci s Johnem Wentworthem z roku 1842 popsal tzv. 13 článků víry. V Nauvoo Smith přijímal návštěvníky z celé země, svaté město vedené prorokem vzbuzovalo zvědavost. V době krátce před svou smrtí, když (ve snaze poukázat na nespravedlivé zacházení se svými lidmi) kandidoval na prezidenta, Josepha navštívil bostonský diplomat Josiah Quincy, syn bývalého prezidenta Johna Adamse. O prvních dojmech ze setkání napsal:
Hlavní roli mezi skupinou postávajících u dveří hrál muž impozantního vzhledu, oblečením připomínal tesařského tovaryše. Byl to srdečný, atletický chlapík s modrýma očima, které výrazně vynikaly na jeho světlé pleti, dlouhým nosem a ustupujícím čelem. Na sobě měl pruhované kalhoty, plátěnou bundu, kterou už nějakou dobu nikdo nepral, vousy už si také asi tři dny neholil. 
Na Quincyho, budoucího velvyslance USA v Británii a starostu Bostonu, Smith jako člověk udělal dojem. Jeho učení ale nazýval absurditami. Takto popsal návštěvu Nauvoo:
Jeli jsme na tu nádhernou vyvýšeninu, ze tří stran ohraničenou Mississippi, na níž se rozkládalo svaté město Nauvoo. Meandr řeky vytvářel prostor, který byl dostatečně krásný na to, aby poskytl místo pro utopické komunity Platóna nebo sira Thomase Moora; a zde bylo spořádané město, nádherně rozložené a hýřící aktivitou a podnikavostí. A všichni pilní dělníci, kteří vybudovali tyto krásné obchody a pohodlné příbytky, se skláněli před mužem, jehož nevídané absurdity jsme dnes ráno vyjmenovali.

### Polygamie
Smith také znovu začal praktikovat "plurální manželství". Pojal více než 30 manželek, přičemž s některými z nich byl zřejmě sezdán jen na věčnost (v platnost by vztah vešel až po smrti, jak Smith věřil), s dalšími na čas i na věčnost (i v životě před smrtí). Podle dostupných historických záznamů bylo také několik žen, které nabídku k sňatku odmítly. V devíti případech existují důkazy, že součástí manželství byl také intimní poměr. Neexistují ale žádné důkazy, že by Smith měl děti s někým jiným, než s manželkou Emmou. Ve většině případů to výzkumníci ověřovali pomocí DNA testů žijících potomků, všechny vyšly negativně.

### Zednářství a Obdarování
Joseph Smith v roce 1841 vstoupil do řádu Svobodných zednářů a v roce 1842 se stal Mistrem Zednářem (Master Mason). O jeho motivacích pro vstup a aktivitu v této organizaci není mnoho známo. Někteří historici navrhovali, že motivací pro vstup mu byla zednářská loajalita a čestnost. Možná doufal, že ho členství více spojí se členy jeho Církve (jen o pár let dřív ho někteří z jeho nejbližších spolupracovníků v Missouri zradili) a dalšími lidmi zvenku, a zabrání tak dalšímu napětí.
Mladý prorok v roce 1842 poprvé několika blízkým přátelům prezentoval obřad Obdarování, jehož formát byl pravděpodobně inspirován zednářskými rituály. Rozdílný byl ale svým obsahem. Smith při obřadu učil zásadám, které měly členy Církve dovést až k božskému oslavení po jejich smrti. Obdarování je v CJSKPD stále jedním z vrcholných obřadů.

### Smrt

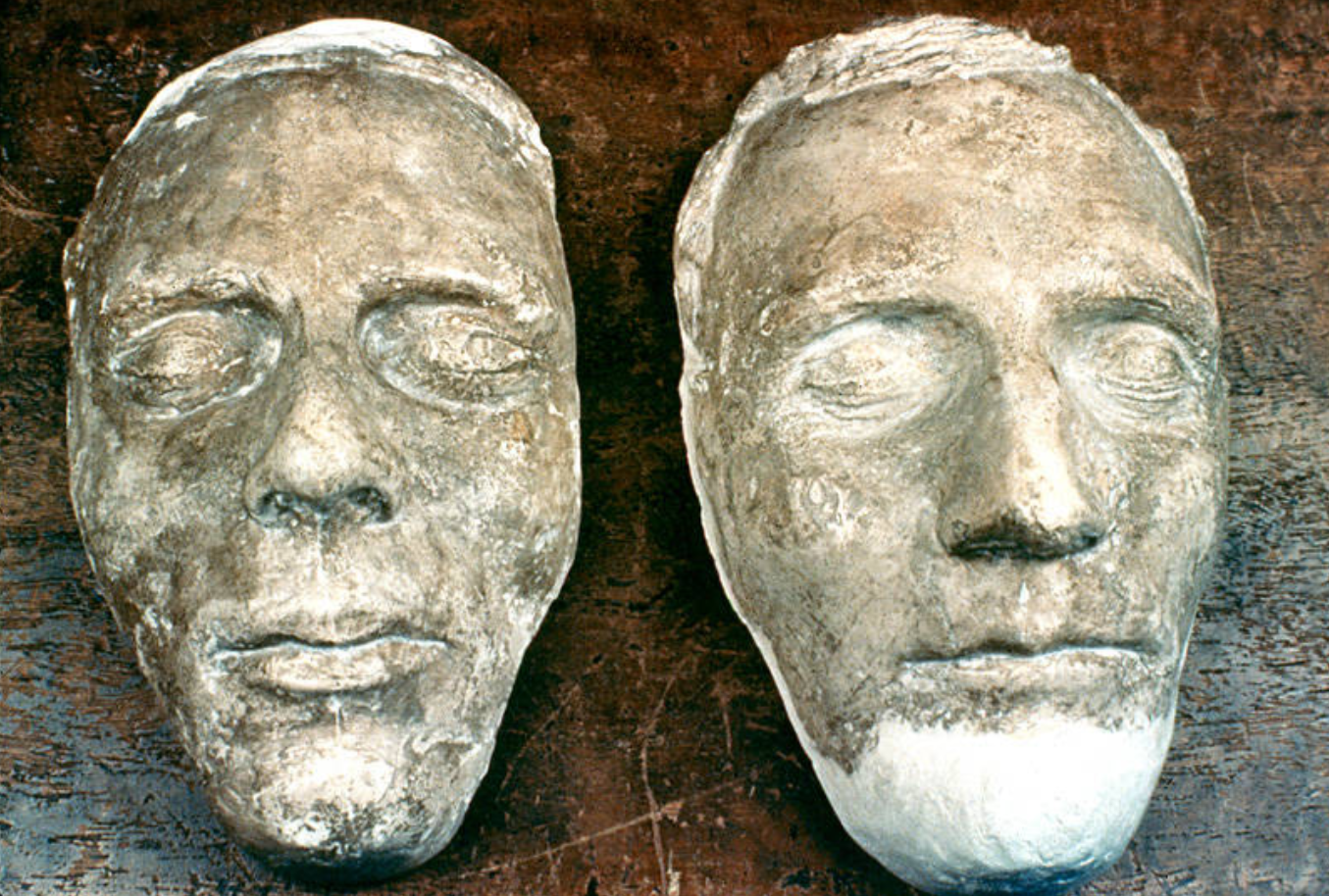
Pohřební masky Josepha a Hyruma Smithových.

O vydání Smitha k soudnímu stíhání se v roce 1843 znovu pokusili jeho nepřátelé z Missouri, jejich snahy ale selhaly. Smithovu obrazu u veřejnosti škodili také odpadlíci od Církve, bývalý starosta města John C. Bennett nebo William Law, který Josepha označil za padlého proroka. Právě Law 7. června 1844 v Nauvoo publikoval plátek Nauvoo Expositor, ve kterém byl ke Smithovi a jeho učení značně kritický a psal také o polygamii, v té době známé jen užšímu okruhu lidí. Veřejné mínění ve státě bylo v té době už většinově protimormonské. Zčásti kvůli novinám Warsaw Signal, ve kterých působil radikální protimormonský editor Thomas Sharp. Městská rada Nauvoo nařídila milici tiskařský stroj Expositoru zničit. Báli se, že noviny vyprovokují konflikt s obyvateli Illinois. Krok vyvolal v okolí pozdvižení a kvůli hrozbě násilí ze strany místních milic guvernér Thomas Ford povolal armádu. Smitha předvolal k soudu do nedalekého Carthage. Ve městě ho na dva dny ve svém bytě ubytoval místní žalářník. On i jeho doprovod měli být chráněni místní milicí. Tito ozbrojenci ale 27. června nijak nezasáhli proti útoku asi dvou stovek mužů se začerněnými obličeji, převážně milicionáři z Warsaw, kde Sharp vyzýval k násilí proti Smithovi a jeho následovníkům. Ti zaútočili na budovu, kde Smith čekal na soud. Joseph i jeho bratr Hyrum byli zastřeleni, další dva přítomní zůstali naživu, jeden z nich těžce zraněn.

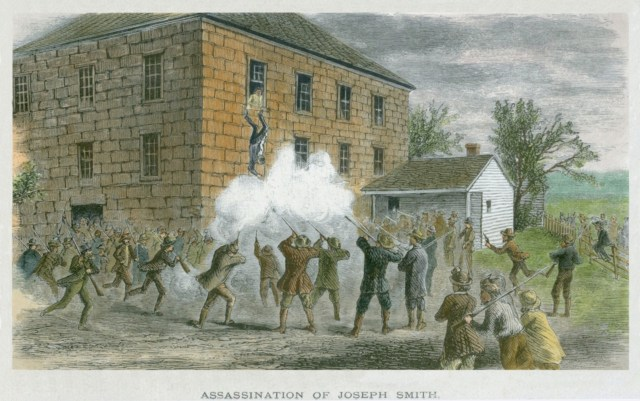
Umělecké zobrazení zavraždění Josepha Smitha. Po zásahu několika kulkami vypadl oknem z budovy.

Oba byli pohřbeni na tajném místě ze strachu, že jejich mrtvoly budou zohaveny nepřáteli. Smithovo tělo bylo později několikrát přesunuto, dnes je pohřben na rodinném hřbitově v Nauvoo. Smith je mormony považován za mučedníka. Básník a Smithův přítel William W. Phelps krátce po jeho smrti napsal píseň Praise to the Man (Chvála buď Muži), dodnes populární v CJKSPD.
Za vraždy bylo později souzeno pět mužů, všichni byli zproštěni viny. Obyvatelé Carthage očekávali odvetu Svatých, ta ale nikdy nepřišla. Členové Církve se o dva roky později pod vedením nového vůdce Brighama Younga vydali na dlouhý exodus mimo území Spojených států směrem na západ.

## Dílo
Joseph Smith za sebou zanechal velké množství písemných materiálů. Většinu z nich zapsali jeho písaři. Sám měl jen velmi základní vzdělání a s psaním měl až do konce života problém. Historikové CJKSPD mezi lety 2001 až 2023 v rámci projektu Joseph Smith Papers shromáždili a publikovali všechny zachovalé dokumenty vztahující se k Smithovi. Dokumenty byly publikovány ve 27 knihách a dostupné jsou také online. Jde o přepis, kontextualizaci a publikování všech jeho spisů a učení, včetně zjevení, překladů, dopisů, diskurzů, novin, deníků a právních a finančních záznamů.

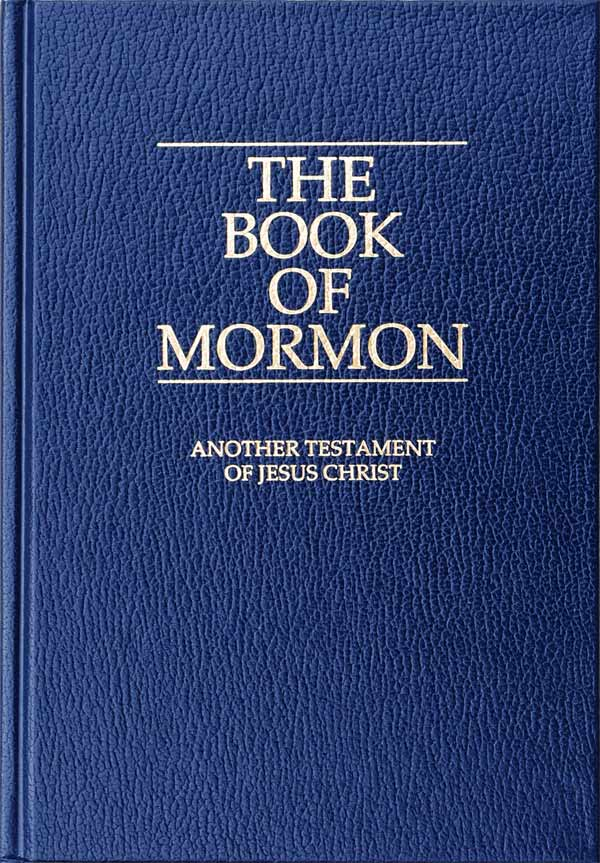
Moderní výtisk Knihy Mormonovy, vydaný Církví Ježíše Krista Svatých posledních dnů.

Mezi nejvýznamnější části Smithova díla patří:

### Kniha Mormonova
Kniha Mormonova byla poprvé publikována v roce 1830.

### Nauka a Smlouvy
Kniha Nauky a smluv je souborem kanonizovaných zjevení Smitha a dalších. Poprvé byla kniha vytištěna v roce 1835 pod názvem Kniha Přikázání ("Book of Commandments") a obsahovala také Smithovy Lekce o víře ("Lectures on Faith"). Aktuální vydání CJKSPD už nezahrnuje Lekce o víře. Místo nich kniha obsahuje další zjevení od proroků, Smithových pokračovatelů.

### Inspirovaný překlad Bible
Již krátce po založení Církve začal Joseph Smith se Sidney Rigdonem pracovat na Inspirovaném překladu Bible. V rámci tohoto projektu vydal Smith několik delších i kratších textů, kterými nahradil či doplnil některé biblické pasáže.

#### Kniha Mojžíš
První kapitoly Inspirovaného překladu Bible se u CJKSPD nachází v Knize Mojžíš v Drahocenné perle.

#### Kniha Enoch
Inspirovaný překlad příběhu proroka Enocha (Kniha Enoch) se u CJKSPD nachází v Knize Mojžíš v Drahocenné perle.

### Kniha Abrahám
Kniha Abrahám, včetně 3 egyptských faksimilií, je součástí svatého Písma CJKSPD. Jde o údajný překlad z egyptského papyru, k němuž se Joseph Smith dostal. Někteří ho zařazují jako další část Inspirovaného překladu Bible.

### Články víry
Články víry jsou seznam základních bodů mormonské víry, který sepsal Joseph Smith v roce 1842.

### Nepublikovaná zjevení
Joseph Smith přijal a zapsal velké množství zjevení, které se z rozmanitých důvodů nedostaly do moderních verzí mormonského Písma.